# Giacomo Sannesio
Giacomo Sannesio (Belforte, 1560 - Roma, 19 de fevereiro de 1621) foi um cardeal do século XVII

## Biografia
Nasceu em Belforte em 1560. De família muito humilde. Seu primeiro nome também está listado como Jacopo.
Estudou direito..
Presidiu os julgamentos de apelação das causas cíveis em Camerino. Foi para Roma e, com a ajuda de seu irmão, foi admitido na corte do cardeal Pietro Aldobrandini. Cânon da basílica patriarcal do Vaticano. Secretário da Sagrada Consulta . Protonotário apostólico..
(Nenhuma informação encontrada). Em 17 de outubro de 1599, foi nomeado abade Santi Angelo e Nicola di Ceglie, diocese de Bari..
Criado cardeal sacerdote no consistório de 9 de junho de 1604; recebeu o gorro vermelho e o título de S. Stefano al Monte Celio, em 25 de junho de 1604. Participou do conclave de março de 1605, que elegeu o Papa Leão XI. Participou do conclave de maio de 1605, que elegeu o Papa Paulo V..
Eleito bispo de Orvieto, em 20 de junho de 1605. Consagração (sem informações encontradas). Em 1610, ele restaurou o palácio episcopal de Castel Giorgio, originalmente construído por Giorgio della Rovere em 1477 e destruído pela passagem das tropas de Carlos VIII da França de Acquapendente a Viterbo; por um incêndio em 1497; e por fortes terremotos em 1505 e em 1511. Camerlengo do Sagrado Colégio dos Cardeais, 13 de janeiro de 1620 a 11 de janeiro de 1621. Participou do conclave de 1621, que elegeu o Papa Gregório XV..
Morreu em Roma em 19 de fevereiro de 1621, às 6h. Sepultado na igreja de S. Silvestro nel Quirinale, Roma.